# David Mabberley
El Professor David John Mabberley, (Tetbury (Gloucestershire), maig de 1948) és un botànic britànic de naixement, educador i escriptor. Entre els seus diversos interessos científics hi ha la taxonomia de plantes tropicals, sobretot arbres de les famílies Labiatae, Meliaceae i Rutaceae.
És més conegut pel seu diccionari de plantes The Plant-book. A portable dictionary of the vascular plants (1987; ca: Llibre de Plantes. Un diccionari portàtil de les plantes vasculars). La 3a edició va ser publicada el 2008 amb el títol: Mabberley's Plant-book. A portable dictionary of plants, their classification and uses, i fou guardonat amb la Medalla Engler d'Argent (2009). Al 2017 Mabberley's Plant-book ha sortit la 4a edició.

## Biografia
Nascut a Tetbury, Gloucestershire, Anglaterra, Mabberley va guanyar una beca al Rendcomb College, Cirencester, després una beca oberta al St Catherine's College, Oxford, on es va graduar (B.A., 1970 i M.A. el 1974. Es va traslladar-se al Sidney Sussex College, Cambridge, sota la supervisió d'E.J.H. Corner, i va obtenir els doctorats (PhD, 1973 i D.Phil. (Oxon), 1975. El 1973, Mabberley va ser escollit primer investigador júnior 'Claridge Druce' al St John's College, Oxford, abans de ser nomenat el 1976 a una beca tutorial al Wadham College, Oxford (vinculat a professor universitari al Departament de Botànica, més tard Plant Sciences, on va crear el "Mablab" amb estudiants graduats i investigadors de postdoctorat de tot el món). Va ser degà del Wadham College durant molts anys i va ser "proctor" sènior a Oxford (1988–1989), després es va convertir en conservador de l'Herbari de la Universitat d'Oxford. També ha ocupat diverses funcions en nombroses universitats de tot el món com ara: la Universitat de París (França), la Universitat de Leiden (Països Baixos), la Universitat de Peradeniya (Sri Lanka), la Universitat de Kuwait, Universitat de Sydney Oest and Universitat de Macquarie (ambdues a Nova Gal·les del Sud, Austràlia). Des del 1995 ocupa una càtedra a la Universitat de Leiden, on ara és professor emèrit.
Mabberley es va traslladar a Austràlia a finals del 1996 i hi va dirigir la seva pròpia consultoria, com a director general de Greening Australia (Nova Gal·les del Sud). El 2004 va ser nomenat catedràtic de ciències hortícoles Orin i Althea Soest de la Universitad de Washington, Seattle, EUA, on també va ser professor de botànica econòmica al College of Forest Resources. Durant el seu mandat allà, va supervisar la unió de l'Arborètum de Washington Park, Centre d'Horticulture urbana, Union Bay Natural Area, Biblioteca Elisabeth C. Miller i Herbari d'Otis Douglas Hyde com a Jardí botànic de la Universitat de Washington, del qual en va ser el director fundador. El març de 2008 va assumir el càrrec de nova creació de conservador de l'Herbari, Biblioteca, Art i Arxius del Reial Jardí Botànic de Kew.
Mabberley és conegut com un viatger del món, ja que ha realitzat treballs de camp a molts països durant diverses dècades: Kenya (1969, 1970–71), Uganda (1970–71), Tanzània (1971–72), Madagascar (1971), Malàisia, Singapur i Indonèsia (1974, 1981), Papua Nova Guinea (1974, 1989), Seychelles (1978), Panamà (1978–79), Portugal (1984–96), Nova Caledònia (1984), Nova Zelanda (1990), Sri Lanka (1991), Hawaii (1998), Cape York, Austràlia (expedició de la Royal Geographical Society of Queensland, 2002), Malàisia (2003, 2007), Vietnam (2005), Xina (2006, 2008), Índia (2019), Japó (2019).
Durant la recerca per a la seva tesi doctoral, va viatjar àmpliament i va recol·lectar plantes per l'Àfrica oriental i Madagascar (1970-2), realitzant col·leccions pioneres especialment significatives a les muntanyes d'Ukaguru, Tanzània, on va recollir almenys 14 espècies de plantes (i una nova espècie de cargol) noves per a la ciència i restringides en aquesta distribució. Inclouen una espècie de cafè, una lobèlia gegant (Lobelia sancta, Campanulaceae), un bàlsam pelut (Impatiens ukagurensis, Balsaminaceae), a més de Keetia davidii (Rubiaceae) i Senecio mabberleyi (Compositae), totes dues porten el seu nom. També en honor seu: Aglaia mabberleyana (Meliaceae) de Borneo, Begònia mabberleyana (Begoniaceae) de Sulawesi i Cinnamomum mabberleyi (Lauraceae) del Vietnam i Laos, a més Homalomena davidiana (Araceae) i Harpullia mabberleyana (Sapindaceae), tots dos de Nova Guinea i Grewia mabberleyana (Grewioideae < Malvaceae) de Madagascar.
L'agost de 2011 Mabberley es va convertir en el director executiu dels Reals Jardins botànics de Nova Gal·les del Sud, Australia. En aquest càrrec, fou responsable de la gestió dels Reials Jardins botànics de Sydney, l'Herbari Nacional de Nova Gal·les del Sud, el Jardí Botánic de Mount Annan prop de Camden y el Jardí Botànic de Blue Mountains o de Mount Tomah. Va deixar el càrrec el setembre de 2013 i poc després va ser elegit per a una beca d'emèrit al Wadham College, Oxford. En honor pel seu 70è aniversari, companys i antics estudiants van preparar un Festschrift (llibre d'homenatge) que li van presentar al Jardins Botànics de Singapur (2019-09-27).
El seu arxiu, especialment el relacionat amb el Mabberley’s Plant-book, es troba al Jardí Botànic Nacional de Gales, del qual va ser administrador (2008-2011) i membre honorari des del novembre del 2018.

## Honors i premis
Entre els premis que ha rebut hi ha la Medalla José Cuatrecasas per a l'"Excel·lència en Botànica Tropical" (Medal for Excellence in Tropical Botany) i el Premi Peter Raven (de la American Society of Plant Taxonomists" a un sistemàtic de plantes que ha fet esforços amb èxit per popularitzar la botànica a persones no científiques"), ambdós el 2004. El 2006 va rebre la Medalla Linneana de la Societat linneana de Londres i, el 2011, el Premi Robert Allerton a l'Excel·lència en Botànica Tropical (National Tropical Botanical Garden), EUA. És membre corresponent de la American Society of Plant Taxonomists (des del 1999) i membre de la Indian Botanical Society (des del 2015).
El 1993 va ser elegit president de la Society for the History of Natural History. El 2005 va ser elegit president de l'Associació Internacional de la Taxonomia Vegetal (IAPT).
El 2016 va ser nomenat membre de l'Ordre d'Austràlia per un servei important a la ciència hortícola, en particular a la taxonomia de les plantes i la botànica tropical, com a acadèmic, investigador i autor.
El 2018 va rebre el guardó de Doctor of Science (DSc honoris causa) pel vicerector de Universitat de Macquarie en reconeixement de la seva destacada contribució a la ciència hortícola.

## Llibres publicats
- Botanical Revelation: European encounters Australian plants before Darwin. The Peter Crossing Collection. D.J. Mabberley, 2019. NewSouth, Sydney.
- The extraordinary story of the apple. B.E. Juniper & D.J. Mabberley, 2019. Royal Botanic Gardens Kew & Chicago University Press.
- 'Painting by numbers' - the life and art of Ferdinand Bauer. D.J. Mabberley, 2017. NewSouth, Kensington, New South Wales – guardonada amb la Medalla Thackray 2018 de la Society for the History of Natural History, Londres.
- Joseph Banks' Florilegium: Botanical Treasures from Cook's First Voyage. M. Gooding, D.J. Mabberley & J. Studholme, 2017. Thames & Hudson, London & New York [edició italiana 2017; edició compacta 2019] - guardonat amb el premi anual James A. Duke a l'excel·lència en literatura botànica del American Botanical Council (2017);[13] preseleccionat pel Llibre de l'Any dels Premis Apollo 2018; Premi a l'Excel·lència en Art i Il·lustració Botànica 2019 de The Council on Botanical and Horticultural Libraries.
- Mabberley's Plant-book. A portable dictionary of plants, their classification and uses, 4a ed. D.J. Mabberley, 2017. Cambridge University Press. (també en edició digital Kindle)
- La carta de colores de Haenke de la Expedición Malaspina: un enigma - Haenke's Malaspina colour-chart: an enigma. D. J. Mabberley & M. P. de San Pío Aladrén. 2012. Real Jardín Botánico, CSIC, Madrid.
- Mabberley's Plant-book. A portable dictionary of plants, their classification and uses, 3a. ed. D.J. Mabberley, 2008. Reimprès amb correccions 2009, 2014. Cambridge University Press. Guardonat amb el premi anual James A. Duke a l'excel·lència en literatura botànica del American Botanical Council per al 2008 i la medalla IAPT’S Engler de plata 2009.
- The story of the apple. B. E. Juniper & D. J. Mabberley. 2006. Timber Press, Portland, Oregon, US & Cambridge, UK.
- Arthur Harry Church: the anatomy of flowers. D. J. Mabberley. 2000. Merrell & The Natural History Museum, London.
- Ferdinand Bauer: the nature of discovery. D. J. Mabberley. 1999. Merrell Holberton & The Natural History Museum, London.
- Paradisus: Hawaiian plant watercolors by Geraldine King Tam. D. J. Mabberley. 1999 ['1998']). Honolulu Academy of Arts, Honolulu, Hawai'i, US.
- The Flora Graeca Story. Sibthorp, Bauer and Hawkins in the Levant. H. W. Lack & D. J. Mabberley. 1998 ['1999']. Oxford University Press - Medalla de plata OPTIMA 2001.
- An exquisite eye: The Australian flora and fauna drawings 1801-1820 of Ferdinand Bauer. P. Watts, J. A. Pomfret & D. J. Mabberley. 1997. Historic Houses Trust of New South Wales. Glebe, New South Wales, Australia.
- The plant-book. A portable dictionary of the vascular plants, 2a. ed.. D. J. Mabberley, 1997. Cambridge University Press, UK.
- Meliaceae. In: Foundation Flora Malesiana (Editor). Flora Malesiana, Series 1, Volume 12. D. J. Mabberley, C.M. Pannell & A.M. Sing, 1995. Rijksherbarium/Hortus Botanicus, Leiden University, Leiden, Netherlands.
- Algarve plants and landscape. Passing tradition and ecological change. D. J. Mabberley & P. J. Placito. 1993. Oxford University Press.
- Tropical rain forest ecology, 2a. ed. D. J. Mabberley, 1991. Blackie, Glasgow.
- The plant-book. A portable dictionary of the higher plants. D. J. Mabberley, 1987. 1a ed. Cambridge University Press.
- Jupiter botanicus. Robert Brown of the British Museum. D. J. Mabberley, 1985. Cramer, Braunschweig & British Museum (Natural History), London.
- Tropical rain forest ecology. D. J. Mabberley, 1983. Blackie, Glasgow.
- Revolutionary botany. Thalassiophyta and other essays of A. H. Church. D. J. Mabberley, (Ed.) 1981. Clarendon, Oxford.
- Tropical botany. Essays presented to E. J. H. Corner for his seventieth birthday. D. J. Mabberley & C. K. Lan (Eds.). 1977. Botanic Gardens, Singapore.

L'abreviatura estàndard d'autor: Mabb. S'utilitza per indicar aquesta persona com a autora quan se cita un nom botànic.